# Cormoran noir
Phalacrocorax sulcirostris
Espèce
Statut de conservation UICN

 LC  : Préoccupation mineure
Le Cormoran noir (Phalacrocorax sulcirostris) est une espèce d'oiseau de mer d'Australasie. C'est un cormoran de petite taille qui se reproduit généralement dans les arbres des zones humides. Le niveau de ses effectifs est peu élevé, se comptant probablement en milliers de couples à l'échelle mondiale ; il n'est cependant pas considéré comme menacé. On ne lui connaît pas de sous-espèces.

## Description
Phalacrocorax sulcirostris est un cormoran assez élancé, de taille plutôt modeste pour ce type d'oiseaux (longueur : 61 à 64 cm). Chez l'adulte, mâle et femelle ne montrent pas de dimorphisme sexuel, l'ensemble du plumage est noir avec parfois des reflets verts et pourpres comme chez de nombreuses espèces de cormorans. Les couvertures alaires et les plumes du dos sont grises à bordure noire, ce qui donne à cette région un aspect écailleux. Le front est pointillé de blanc et le cou est parfois semé de quelques filoplumes blanches. Au cours de l'incubation, le plumage nuptial s'estompe, les plumes s'érodent et prennent une teinte brunâtre terne. Le plumage des jeunes est brun sombre.

## Répartition géographique
L'espèce se reproduit sur bon nombre d'îles dans la partie centrale de la région indo-pacifique, entre 45° et 6° de latitude sud : les deux îles de la Nouvelle-Zélande, la Tasmanie, l'Australie, la partie orientale de la Nouvelle-Guinée, Java et diverses îles de l'ouest Pacifique.
En hiver, il est susceptible de se disperser dans l'ensemble de cette zone, atteignant notamment Sumatra et les rivages méridionaux de Bornéo au nord, ainsi que la Nouvelle-Calédonie où ses apparitions sont rares.

## Habitat
Sa dépendance vis-à-vis du milieu marin est modérée : c'est en fait un oiseau plutôt ubiquiste qui habite tant les zones humides intérieures que les milieux abrités du littoral (estuaires et systèmes lagunaires) et qui s'éloigne rarement en haute mer. Dans l'intérieur, il fréquente avant tout les vastes plans d'eau comportant des étendues d'eau libre : lacs, réservoirs, rivières. On peut toutefois le rencontrer sur des zones humides plus ou moins encombrées de végétation, voire temporaires : mangroves, chenaux, marais etc. En période de reproduction, il occupe préférentiellement les zones humides intérieures, marais et lacs comportant des arbres entourés d'eau.

## Alimentation
Les cormorans noirs pêchent en groupe ; on a même avancé que ce comportement pourrait être de type coopératif, le rassemblement et l'encerclement des bancs de poissons étant susceptible d'améliorer l'efficacité de la prédation. Ainsi, des concentrations de plusieurs centaines d'oiseaux sont parfois observées, le maximum étant de 1 150 individus. Les seules données sur le sujet font état de plongées peu profondes et de durée limitée : pour des profondeurs supérieures à 2 m, la durée moyenne était de 19,3 s.
Comme tous les cormorans, l'espèce est essentiellement piscivore : les poissons peuvent représenter 100 % de ses proies, mais il consomme également, quoique dans une moindre mesure, des crustacés dont l’écrevisse de Murray. Concernant son alimentation, le Cormoran noir est en fait opportuniste, passant des eaux douces à la mer, exploitant dans l'un et l'autre milieu des habitats diversifiés,. Sa plasticité comportementale est illustrée par le fait que dans certains cas, ses principales proies sont des espèces exotiques introduites plus ou moins récemment : en Australie, la perche commune et le poisson rouge. Il est également susceptible de provoquer des dégâts sévères dans les installations piscicoles : en compagnie de grands cormorans et de cormorans variés, des cormorans noirs ont été responsables d'une mortalité de plus de 95 % des alevins et des juvéniles dans plusieurs bassins d'élevage de perches argentées.
La principale contrainte pesant sur la capacité du Cormoran noir à s'alimenter est, comme pour de nombreuses espèces d'oiseaux d'eau australiens, la sécheresse : 70 % de la surface de l'arrière-pays australien sont occupés par des espaces arides et semi-arides, dont les milliers de zones humides (courantes et stagnantes) sont susceptibles de s'assécher périodiquement du fait de l'irrégularité des précipitations. La stratégie des espèces soumises à de tels aléas, dont au premier chef le Cormoran noir, consiste à se déplacer sans cesse à toutes échelles géographiques, souvent sur de grandes distances, un comportement qualifié d'erratique, voire « nomade ».